# Rozrost mikroguzkowy nadnerczy

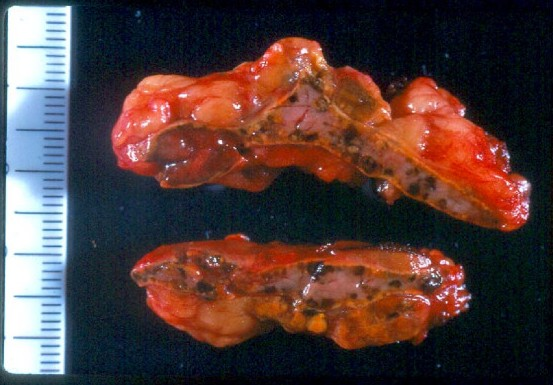
Zmienione nadnercza w przebiegu PPNAD, preparat sekcyjny

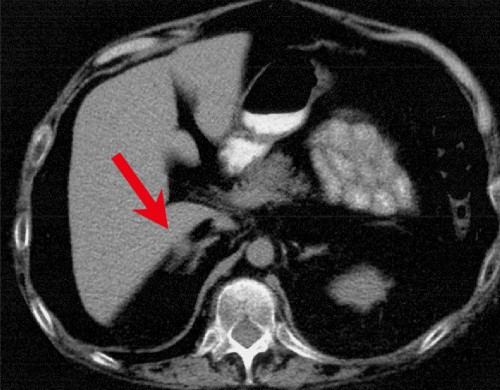
Obraz TK PPNAD w prawym nadnerczu (strzałka)

Rozrost mikroguzkowy nadnerczy (pierwotny pigmentowany rozrost drobnoguzkowy nadnerczy, dysplazja kory nadnerczy, łac. hyperplasia (dysplasia) micronodularis pigmentosa corticis glandularum suprarenalium, ang. primary pigmented nodular adrenocortical dysplasia, PPNAD) – rzadka choroba kory nadnerczy, występująca sporadycznie lub dziedzicznie. Obok rozrostu nadnerczy u chorych mogą występować śluzaki i plamista pigmentacja skóry. Dziedziczny rozrost mikroguzkowy nadnerczy znany jest także jako zespół Carneya od nazwiska amerykańskiego patologa J. Aidana Carneya, który opisał go jako pierwszy w artykule na łamach New England Journal of Medicine. Należy rozróżnić pierwotny pigmentowany rozrost drobnoguzkowy nadnerczy od triady Carneya (zwanej też kompleksem albo zespołem), opisanej przez tego samego badacza w 1983 roku, na którą składają się mięsak podścieliskowy żołądka, chrzęstniak płuca i pozanadnerczowy przyzwojak.  

## Etiologia
W zespole Carneya przyczyną jest mutacja w genie PRKAR1A na chromosomie 17, kodującym podjednostkę regulatorową kinazy białkowej A. W niektórych przypadkach sporadycznej postaci rozrostu mikroguzkowego nadnerczy we krwi stwierdza się krążące immunoglobuliny, pobudzające rozrost kory nadnerczy.

## Objawy i przebieg
Występuje nadczynność kory nadnerczy, z objawami ACTH-niezależnego zespołu Cushinga. W zespole Carneya mogą ponadto występować:
- śluzaki skóry, serca i gruczołów piersiowych
- jasnobrązowe plamy na skórze
- czasem inne guzy endokrynne (np. gruczolaki przysadki, guzy jąder).
- przyzwojak ucha środkowego (10% przyzwojaków występuje rodzinnie wchodząc w skład zespołów uwarunkowanych genetycznie m.in. Z. Carneya) (6)

## Leczenie
Leczenie polega na obustronnej adrenalektomii; w zespole Carneya zależy od współistniejących zmian.